# Plaznica, Žitara vas
Plaznica (nemško Blasnitzenberg) je naselje v Občini Žitara vas v Okraju Velikovec na Koroškem v Avstriji.